# مارسيل بلوخ
مارسيل بلوخ (بالفرنسية: Marcel Bloch)‏ هو طيار بطل فرنسي، ولد في 21 يوليو 1890 في لا شو دو فون في سويسرا، وتوفي في 29 مارس 1938 في تشيكوسلوفاكيا.